# Mateo Chávez
Mateo Chávez García (* 12. května 2004) je mexický profesionální fotbalista, který hraje na pozici levého obránce za nizozemský klub AZ Alkmaar a mexický národní tým.

## Klubová kariéra

### Tapatío
Chávez si odbyl svůj profesionální debut za Tapatío 29. září 2022, když nastoupil jako náhradník v 60. minutě proti Venados.

### Guadalajara
Chávez debutoval v prvním týmu a v Lize MX 13. ledna 2024 v zápase proti Santos Laguna, který skončil remízou 1:1. Dne 7. února 2024, Chávez debutoval v Champions Cupu CONCACAF při vítězství 3:1 nad Forge.

### AZ
V květnu 2025 podepsal Chávez smlouvu s nizozemským klubem AZ Alkmaar.

## Osobní život
Chávez je synem bývalého profesionálního fotbalisty Paula Cháveze.

## Statistiky

### Klubové
Platí k zápasu hranému 15. května 2025.
| Klub              | Sezóna            | Liga                 | Liga   | Liga | Národní pohár | Národní pohár | Kontinentální | Kontinentální | Ostatní | Ostatní | Celkově | Celkově |
| Klub              | Sezóna            | Soutěž               | Zápasy | Góly | Zápasy        | Góly          | Zápasy        | Góly          | Zápasy  | Góly    | Zápasy  | Góly    |
| ----------------- | ----------------- | -------------------- | ------ | ---- | ------------- | ------------- | ------------- | ------------- | ------- | ------- | ------- | ------- |
| Tapatío           | 2022/23           | Liga de Expansión MX | 27     | 0    | —             | —             | —             | —             | 2       | 0       | 29      | 0       |
| Tapatío           | 2023/24           | Liga de Expansión MX | 12     | 2    | —             | —             | —             | —             | —       | —       | 12      | 2       |
| Tapatío           | Celkově           | Celkově              | 39     | 2    | —             | —             | —             | —             | 2       | 0       | 41      | 2       |
| Guadalajara       | 2023/24           | Liga MX              | 11     | 0    | —             | —             | 2             | 0             | —       | —       | 13      | 0       |
| Guadalajara       | 2024/25           | Liga MX              | 26     | 0    | —             | —             | 3             | 0             | 2       | 0       | 31      | 0       |
| Guadalajara       | Celkově           | Celkově              | 37     | 0    | —             | —             | 5             | 0             | 2       | 0       | 44      | 0       |
| Celkově v kariéře | Celkově v kariéře | Celkově v kariéře    | 76     | 2    | 0             | 0             | 5             | 0             | 4       | 0       | 85      | 2       |

### Reprezentační
Platí k zápasu hranému 7. června 2025.
| Národní tým | Rok     | Zápasy | Góly |
| ----------- | ------- | ------ | ---- |
| Mexiko      | 2025    | 1      | 0    |
| Celkově     | Celkově | 1      | 0    |

## Úspěchy
Tapatío
- Liga de Expansión MX: Clausura 2023
- Campeón de Campeones: 2022/23

Individuální
- Nejlepší jedenáctka CONCACAF hráčů do 20 let podle IFFHS: 2024